# Rivierarm

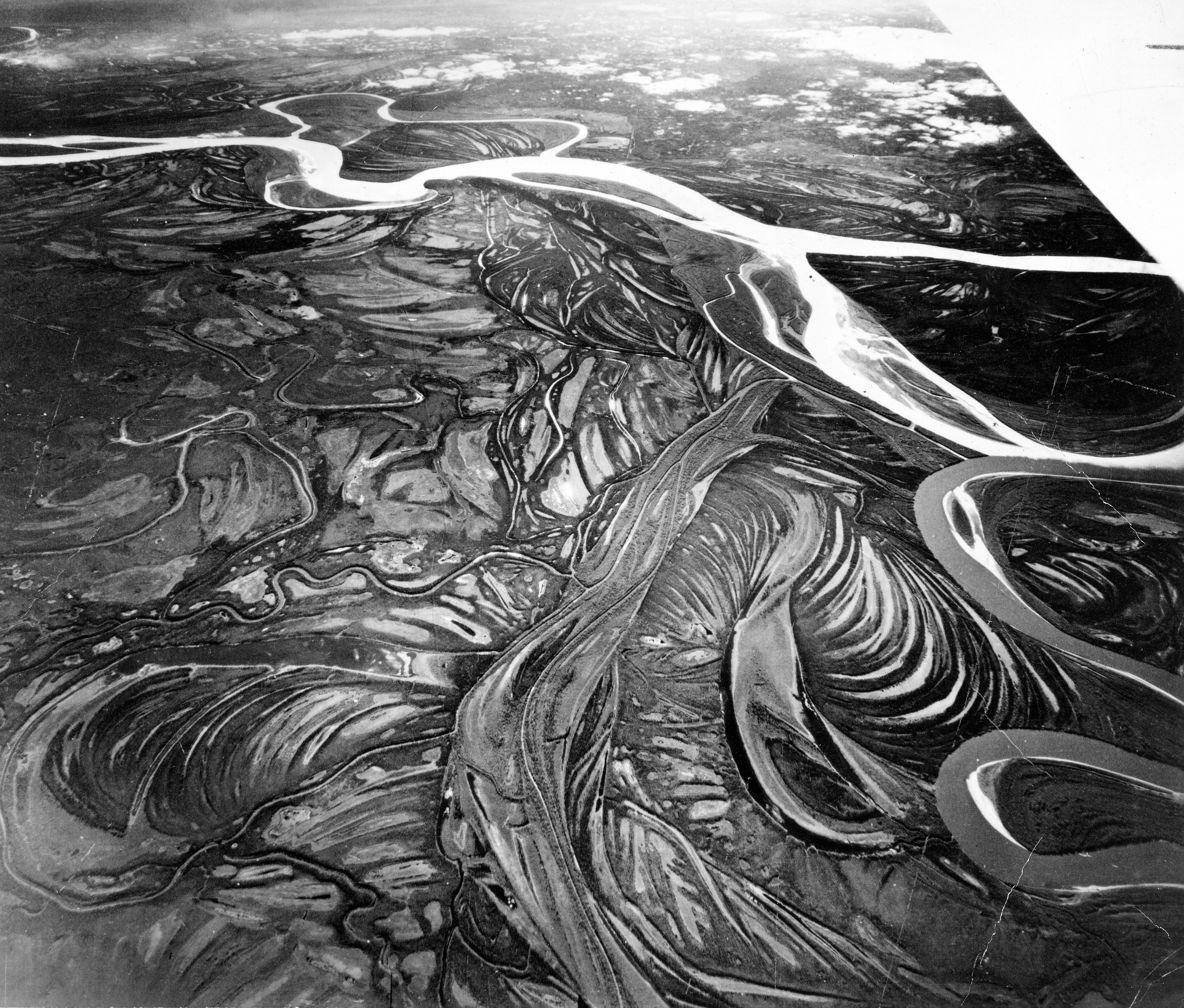
Meerdere rivierarmen van twee rivieren in Alaska.

Een rivierarm is een aftakking van een rivier of stroom, die zich niet ver voor de monding afscheidt van de hoofdstroom en daar ook weer mee samen kan stromen. In het meest simpele geval kan een rivierarm ontstaan door toedoen van een eiland of een rots in de rivier, waardoor deze in tweeën wordt gesplitst en zo een hoofdstroom en een rivierarm of zijarm vormt.
Rivierdelta's worden gevormd doordat een hoofdstroom zich vertakt in meerdere zijarmen voordat zij uitstroomt in een zee of ander groot waterbekken. Ook in de bovenloop kunnen rivierarmen zich aftakken en weer samenstromen. Er wordt dan gesproken van een vlechtende rivier.